# العلاقات الأنغولية التركية
العلاقات الأنغولية التركية هي العلاقات الثنائية التي تجمع بين أنغولا وتركيا.

## مقارنة بين البلدين
هذه مقارنة عامة ومرجعية للدولتين:
| وجه المقارنة                                              | أنغولا           | تركيا         |
| --------------------------------------------------------- | ---------------- | ------------- |
| المساحة (كم2)                                             | 1.25 مليون       | 783.56 ألف    |
| عدد السكان (نسمة)                                         | 29.78 مليون      | 80.14 مليون   |
| الكثافة السكانية (ن./كم²)                                 | 23.82            | 102.28        |
| العاصمة                                                   | لواندا           | أنقرة         |
| اللغة الرسمية                                             | اللغة البرتغالية | اللغة التركية |
| العملة                                                    | كوانزا أنغولي    | ليرة تركية    |
| الناتج المحلي الإجمالي (بليون دولار)                      | 124.21 مليار     | 851.10 مليار  |
| الناتج المحلي الإجمالي (تعادل القوة الشرائية) بليون دولار | 184.83 مليار     | 1.57 تريليون  |
| الناتج المحلي الإجمالي الاسمي للفرد دولار أمريكي          | 4.10 ألف         | 9.12 ألف      |
| الناتج المحلي الإجمالي للفرد دولار أمريكي                 |                  | 19.79 ألف     |
| مؤشر التنمية البشرية                                      | 0.533            | 0.761         |
| رمز المكالمات الدولي                                      | +244             | +90           |
| رمز الإنترنت                                              | .ao              | .tr           |
| المنطقة الزمنية                                           | ت ع م+01:00      | ت ع م+03:00   |

## منظمات دولية مشتركة
يشترك البلدان في عضوية مجموعة من المنظمات الدولية، منها:
| علم المنظمة | اسم المنظمة                        | تاريخ انضمام أنغولا | تاريخ انضمام تركيا |
| ----------- | ---------------------------------- | ------------------- | ------------------ |
|             | الاتحاد الدولي للاتصالات           | 13 أكتوبر 1976      | 1866               |
|             | منظمة حظر الأسلحة الكيميائية       | ?                   | ?                  |
|             | البنك الإفريقي للتنمية             | ?                   | ?                  |
|             | منظمة التجارة العالمية             | ?                   | 26 مارس 1995       |
|             | منظمة الشرطة الجنائية الدولية      | ?                   | ?                  |
|             | الأمم المتحدة                      | 1 ديسمبر 1976       | 24 أكتوبر 1945     |
|             | يونسكو                             | 11 مارس 1977        | 4 نوفمبر 1946      |
|             | البنك الدولي للإنشاء والتعمير      | 19 سبتمبر 1989      | 11 مارس 1947       |
|             | وكالة ضمان الاستثمار متعدد الأطراف | 19 سبتمبر 1989      | 3 يونيو 1988       |
|             | مؤسسة التنمية الدولية              | 19 سبتمبر 1989      | 22 ديسمبر 1960     |
|             | مؤسسة التمويل الدولية              | 19 سبتمبر 1989      | 19 ديسمبر 1956     |
|             | الاتحاد البريدي العالمي            | ?                   | ?                  |

## وصلات خارجية
- موقع وزارة الخارجية الأنغولية
- موقع وزارة الخارجية التركية